# ويلي فيك
ويلي فيك (بالألمانية: Willy Fick)‏ هو رسام ومصمم جرافيك ألماني، ولد في 7 فبراير 1893 في كولونيا في ألمانيا، وتوفي في 5 أكتوبر 1967 في كندا.